# 22938 Brilawrence
22938 Brilawrence (1999 TS173) là một tiểu hành tinh vành đai chính được phát hiện ngày 10 tháng 10 năm 1999 bởi Nhóm nghiên cứu tiểu hành tinh gần Trái Đất phòng thí nghiệm Lincoln ở Socorro.